# Soi Cheang
Soi Cheang Pou-soi (chinois : 鄭保瑞 ; cantonais Jyutping : Zeng6 Bou2 Seoi6), né le 11 juillet 1972 à Macao, est un réalisateur hongkongais.

## Filmographie

### Réalisateur
- 2000 : Diamond Hill
- 2001 : Horror Hotline... Big Head Monster (恐怖熱線之大頭怪嬰)
- 2002 : New Blood (熱血青年)
- 2003 : The Death Curse
- 2004 : Love Battlefield (Ai zuozhan)
- 2004 : Hidden Heroes
- 2005 : Home Sweet Home
- 2006 : Dog Bite Dog
- 2007 : Coq de combat (军鸡, Shamo)
- 2009 : Accident (意外, Yì Wài)
- 2012 : Motorway (車手)
- 2014 : Le Roi singe (西游记之大闹天宫,  	Dà Nào Tiān Gōng)
- 2015 : SPL 2 : A Time for Consequences (杀破狼2, Shā Pò Láng 2)
- 2016 : Le Roi singe 2 (西游记之孙悟空三打白骨精, Xī Yóu Jì Zhī Sūn Wù Kōng Sān Dǎ Bái Gǔ Jīng)
- 2018 : Le Roi singe 3
- 2018 : Marauder (鐵血戰士)
- 2021 : Limbo
- 2023 : Mad Fate (Ming'on)
- 2024 : City of Darkness ( 九龍城寨之圍城, Jiu Long cheng zhai · Wei cheng)

### Producteur
- 2015 : Two Thumbs Up

### Acteur
- 1999 Prince Charming

## Récompense
- Hong Kong Film Awards 2024 : Meilleur réalisateur pour Mad Fate[1]